# Генріх Манн
Генріх Манн (нім. Heinrich Mann; 27 березня 1871, Любек — 11 березня 1950, Санта-Моніка) — німецький письменник («Богині або Три романи герцогині Ассі», «Вірнопідданий», «Молоді літа короля Генріха IV», «Літа зрілості короля Генріха IV»), есеїст, драматург; старший брат письменника Томаса Манна.

## Біографія

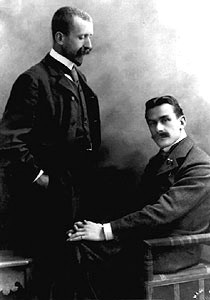
Генріх і Томас Манни

Народився у сім'ї купців. Його батько, Йоганн Генріх Манн Томас, 1877 року був обраний сенатором Любека з фінансів і господарства. Після Генріха в сім'ї народилося ще четверо дітей — Томас, Юлія, Карла і Віктор.
1884 року Генріх здійснив поїздку до Санкт-Петербурга.
1889 року закінчив любекську гімназію Катарінеум і переїхав до Дрездена, тут деякий час працював у книжковій торгівлі. Потім переїхав до Берліна, працював у видавництві та вчився у Берлінському університеті Фрідріха Вільгельма. З 1893 року він неодноразово їздив до Мюнхена, куди на той час після смерті батька-сенатора переселилася родина.
У період Ваймарської республіки з 1926 року був академіком відділення літератури прусської Академії мистецтв, а в 1931 році став головою відділення.
Після приходу Гітлера до влади в 1933 році був позбавлений німецького громадянства. Емігрував спочатку до Праги, а потім до Франції. Жив у Парижі, Ніцці, згодом, після подорожей територією Португалії та Іспанії перебрався до США.
З 1940 року Генріх Манн жив у Лос-Анджелесі (Каліфорнія, США). Помер 11 березня 1950 року в іншому каліфорнійському місті, Санта-Моніці.
З 1953 року Берлінська академія мистецтв вручає щорічну премію Генріха Манна.

## Твори

### Романи
- 1894 — «В одній сім'ї» (нім. In einer Familie)
- 1900 — «Країна кисільних берегів» (нім. Im Schlaraffenland)
- 1903 — «Богині, або Три романи герцогині Ассі» (нім. Die Göttinnen oder die drei Romane der Herzogin von Assy)
  - «Діана» (нім. Diana)
  - «Мінерва» (нім. Minerva)
  - «Венера» (нім. Venus)
- 1905 — «Вчитель Гнус, або Кінець одного тирана» (нім. Professor Unrat oder Das Ende eines Tyrannen)
- 1909 — «Маленьке місто» (нім. Die kleine Stadt)
- «Імперія» (Keiserreich)
  - 1914 — Вірнопідданий (нім. Der Untertan) (видано 1918 року)
  - 1917 — Бідні (нім. Die Armen)
  - 1925 — Голова (нім. Der Kopf)
- 1930 — Велика справа (нім. Die große Sache)
- 1931 — Ессеї духу і вчинку (нім. Essays Geist und Tat)
- 1932 — Серйозне життя (нім. Ein ernstes Leben)
- 1935 — Молоді літа короля Генріха IV (нім. Die Jugend des Königs Henri Quatre)
- 1938 — Літа зрілості короля Генріха IV (нім. Die Vollendung des Königs Henri Quatre)
- 1943 — Лідіце (нім. Lidice)
- 1949 — Дихання (нім. Der Atem)

### Інше
- 1907 — Між расами (нім. Zwischen den Rassen)
- 1944 — Автобіографія (нім. Ein Zeitalter wird besichtigt)

## Українські переклади
- Вірнопідданий: роман / Г. Манн; пер. з нім.: М. Зісман; передм.: К. Шахова. — К.: Дніпро, 1969. — 490 с. — (Вершини світового письменства; Т. 1). [Архівовано 25 квітня 2015 у Wayback Machine.]
- Молоді літа короля Генріха IV: роман / Г. Манн; пер. з нім.: Ю. Лісняк; передм.: К. Шахова. — К.: Дніпро, 1975. — 591 с. — (Вершини світового письменства; Т. 19). [Архівовано 25 квітня 2015 у Wayback Machine.]
- Літа зрілості короля Генріха IV: роман / Г. Манн; пер. з нім.: Ю. Лісняк; передм.: К. Шахова. — К.: Дніпро, 1985. — 748 с. — (Вершини світового письменства; Т. 54). [Архівовано 25 квітня 2015 у Wayback Machine.]